# Бредаль, Христиан-Гвид
Христиан-Гвид Бредаль (дат. Christian Hviid Bredahl; 3 октября 1784 — 16 января 1860) — датский поэт и драматург.

## Биография
Окончив школу в Слагельсе в 1801 приехал в Копенгаген изучать богословие в университете, но бросил учëбу, занявшись чтением произведений датских классиков, переводов Оссиана, трагедий Шекспира.
После смерти богатого отца, в 1810 унаследовал небольшое состояние, в 1818 году разорился и должен был взять на себя ведение сельскохозяйственной фермы. В 1824 году поселился в небольшом имении в окрестностях Сорё, где содержал себя трудами рук своих и в нужде прожил до самой смерти.

## Творчество
Только в 35 лет издал свой первый труд, том «Dramatiske Scener» (1819), за которым в течение 14 лет последовали ещё пять томов такого же содержания. Сочинения эти свидетельствуют о благородном и возвышенном мировоззрении поэта и отличаются совершенством формы, но по содержанию своему шли вразрез с течением времени и потому мало обращали на себя внимание современников.
Бредаль принадлежит более к эпохе просвещения XVIII века, чем к умственному движению XIX столетия. Он деист, и вместе с Руссо мечтал о естественном состоянии, а на влияние культуры на человечество смотрел мрачными глазами. Личные разочарования и социальной негодование вылились в замечательное литературное произведение «Драматические сцены, извлеченные из древней рукописи». Действие происходит в фантастическом утопическом государстве Kyhlam на Луне, но нацелено на современные ему политические события, в нём «Dramatiske Scener» он бичевал высокомерие дворянства, тиранию, корыстолюбие и господство духовных; в них заметно сильное влияние Шекспира.
Бредаль издал ещё несколько полемических сочинений, направленных частью против датской романтики (Эленшлегера и его школы), частью против тогдашнего реализма в литературе. Его драмы «Dramatiske Scener» выпустил Либенберг в 3 томах в 1855 году.
Как материалист в эпоху идеализма и её социальной приверженности барокко Бредаль считался своеобразным представителем датской литературы.